# Эдерлези
Эдерлези (цыг.  «Юрьев день») — цыганская народная песня, популярная среди цыган Югославии. Считается, что её мелодия заимствована из одноимённой сербской песни (серб. Ђурђевдан «Юрьев день»); реже предполагают обратное заимствование. Песня на ту же мелодию и посвящённая тому же празднику есть и у болгар. Также Эдерлези — название весеннего дня Св. Георгия, используемое цыганами Балкан. Само слово является искажением заимствования турецкого Хедерлез.
Эта песня стала известной после фильма «Время цыган» Эмира Кустурицы, где «Эдерлези» была обработана Гораном Бреговичем. Позже она звучала в кинофильмах «Борат» и «Турецкий гамбит».                                                                   30 июня 2004 года в Швеции выходит в свет новая композиция французской певицы Ysa Ferrer под названием «Ederlezi», которая была продюсирована Richi M. Это кавер-версия песни Горана Бреговича («Время цыган») в современной клубной обработке. Трек был записан на цыганском языке. Во время выхода композиция стала супер хитом и долгое время звучала на fm волнах.                   Название песни «Эдерлези» означает день святого Георгия, отмечаемый всеми балканскими цыганами в качестве основного весеннего праздника. В этот день принято резать и есть баранов и ягнят. В цыганском варианте, мальчик, герой песни не имеет такой возможности и вынужден наблюдать за праздником поодаль, страдая от голода, пока его сверстники танцуют. Но соседи угощают бедную семью жареным мясом, чтобы и они могли порадоваться празднику, совершая таким образом небольшое праздничное чудо.
В тексте Эдерлези называется «нашим праздником», поскольку цыгане считают св. Георгия Победоносца своим покровителем.
Название этой песни получил альбом Горана Бреговича 1998 года.
В 2022 году саранжированный вариант песни стал частью саундтрека к игре World of Tanks.

## Стихи
| на цыганском           | перевод Лилит Мазикиной |
| ---------------------- | ----------------------- |
| Sa me amala            | Все мои друзья          |
| Oro khelena,           | Хоро танцуют,           |
| Oro khelena,           | Хоро танцуют,           |
| Dive kerena            | Праздник празднуют      |
| Sa o Roma, daje        | Все цыгане, мама,       |
| Sa o Roma, babo, babo  | Все цыгане, папа, папа, |
| Sa o Roma, o, daje     | Все цыгане, ох, мама,   |
| Sa o Roma, babo, babo  | Все цыгане, папа, папа, |
| E, Ederlezi, Ederlezi  | Эх, Эдерлези, Эдерлези  |
| Sa o Roma, daje        | Все цыгане, мама,       |
| Sa o Roma, babo,       | Все цыгане, папа,       |
| E bakren chinen        | Барашков режут,         |
| A me, chorro,          | А я, бедный,            |
| Dural beshava          | Поодаль сижу            |
| A, odo, daje,          | Ах, это, мама,          |
| Amaro dive             | Наш праздник,           |
| Amaro dive,            | Наш праздник,           |
| Ederlezi               | Эдерлези                |
| E devado, babo,        | Дали, папа,             |
| Amenge bakro!          | И нам барашка!          |
| Sa o Roma, babo,       | Все цыгане, папа,       |
| E bakren chinen…       | Барашков режут          |
| Sa o Roma, babo, babo  | Все цыгане, папа, папа, |
| Sa o Roma, o, daje     | Все цыгане, ох, мама,   |
| Sa o Roma, babo, babo  | Все цыгане, папа, папа, |
| Ej, Ederlezi, Ederlezi | Эй, Эдерлези, Эдерлези  |
| Sa o Roma, daje        | Все цыгане, мама..      |

## Ederlezi Avela
Помимо заглавной песни, фильм «Время цыган» Эмира Кустурицы включает в себя еще одну музыкальную тему со схожим названием: народную песню «Ederlezi Avela». В нескольких ключевых сценах фильма её поют или используется её инструментальная обработка (отъезд Перхана с сестрой, кутеж Перхана). Предположительно, в ней поется о цыгане, которого забирают в армию («во́йска», первый куплет), и его не будет дома в праздник, день Св. Георгия.